# カラマーゾフの兄弟
『カラマーゾフの兄弟』（カラマーゾフのきょうだい、露: Братья Карамазовы）は、ロシアの文学者フョードル・ドストエフスキーの最後の長編小説。

## 概要
1879年に文芸雑誌『ロシア報知』（露: Русскій Вѣстникъ）で連載が開始、翌1880年に単行本が出版された。『罪と罰』と並ぶドストエフスキーの最高傑作とされ、後期五大長編作品（他は『白痴』、『悪霊』、『未成年』）の最終作である。
複雑な4部構成（1 - 3編、4 - 6編、7 - 9編、10 - 12編）の長大な作品であるが、序文によれば、続編が考えられていた。信仰や死、国家と教会、貧困、児童虐待、父子・兄弟・異性関係などさまざまなテーマを含んでおり、「思想小説」「宗教小説」「推理小説」「裁判小説」「家庭小説」「恋愛小説」としても読むことができる。
三兄弟を軸に親子・兄弟・異性など複雑な人間関係が絡む中で、父親殺しの嫌疑をかけられた子の刑事裁判について三兄弟の立場で向き合うことが本筋と目されているが、この本筋からやや離れたサイドストーリーも多く盛り込まれている。無神論者のイヴァンと修道僧のアリョーシャが神と信仰をめぐって論争した際に、イヴァンがアリョーシャに語る「大審問官」（ロシア語: Великий инквизитор、第2部5編5章）は、イヴァンのセリフ «Если Бога нет, все позволено»（神がいなければ、全てが許される） によって文学史的に特に有名な部分である。
この作品に題をとった映画や演劇が数多く製作されている。サマセット・モームは『世界の十大小説』の一つに挙げている。

## あらすじ

### 第1部（1 - 3編）
強欲かつ好色な成り上がり地主フョードル・カラマーゾフは、直情的な長男のドミートリイとそりが合わず、遺産相続や、グルーシェンカという女の奪い合いで、いがみ合っていた。ある日、三男の修道僧アレクセイの師、高僧ゾシマの仲介で、ばらばらに育ったカラマーゾフの兄弟3人が一堂に会すこととなった。しかし、顔を合わせるや、フョードルとドミートリイは大喧嘩を始め、物別れに終わる。
ドミートリイは、父がグルーシェンカをものにしたら父を殺すと言い、実際フョードルを殴ったことがあったが、彼にはカチェリーナという婚約者がいた。ドミートリイは、カチェリーナに対し、「君を真剣に愛している次男のイヴァンのほうが君にふさわしい」との伝言を、末弟のアレクセイに頼む。アレクセイがそれを伝えにカチェリーナの元に行くと、そこにはグルーシェンカが来ていた。グルーシェンカはカチェリーナに、ドミートリイとは結婚しないと言っておきながら、ドミートリイの伝言を聞くとカチェリーナをあざ笑ったため、女二人も対立することとなる。

### 第2部（4 - 6編）
カチェリーナはイヴァンと接近しつつあったが、ドミートリイをまだ愛しているのか、酒場でドミートリイに乱暴をされたスネギリョフなる男がそのことで訴えないようスネリギョフに見舞金を送ることをアレクセイに頼む。スネギリョフの息子イリューシャは、父親を侮辱したドミートリイを憎んでいたため、級友たちとの喧嘩を止めようとしたアレクセイに石をぶつけた少年だった。スネギリョフもこれをもらったら息子に向ける顔がないと見舞金を踏みつけにする。
師ゾシマの容態も悪化し、凶兆を感じるアレクセイは、今度はイヴァンから無神論の持説を聞かされる。虐げられている子供たちのために神は何かしているか？　続く「大審問官」なる創作物語は、イエスを思わせる人物が、異端審問官から「おまえこそ異端だ」と火刑にされかけるというもので、アレクセイはイヴァンの神経を心配する。事実イヴァンは、フョードルの私生児と噂されているカラマーゾフ家の料理人スメルジャコフの「フョードルが再婚したら財産は後妻に行くからフョードルは殺されていい」という囁きを肯定する気持ちがあり動揺していた。そんな夜、スメルジャコフがてんかんの発作で倒れ、ドミートリイ来襲の監視役を失ったフョードルは不安に陥っていた。

### 第3部（7 - 9編）
高僧ゾシマは、ドミートリイにかつて跪いた理由であるところの自分の経験談を語ったのちに死すが、その死体の激しい腐臭のため、還俗したアレクセイも神への疑念を抱きだす。
ドミートリイはカチェリーナと縁を切るため、カチェリーナに返す金を工面しようと奔走するも果たせず、父の金を盗もうとカラマーゾフ家に忍び込む。しかし使用人のグリゴーリに見つかり逃走、次にはグルーシェンカが昔の愛人と会っていると知って、その現場へ急行する。そこで恋敵を追い払い、グルーシェンカからついに愛の告白を受けるが、その直後、警察に逮捕される。容疑は父フョードル殺し。証言はドミートリイに不利なものばかりであった。

### 第4部（10 - 12編）
病床に臥す少年イリューシャを、アレクセイの尽力で仲直りした級友たちが見舞いに来る。イリューシャもその父スネギリョフも素直に歓迎する。ただアレクセイは、イヴァンの無神論にも似た考えを口にするリーダー格の少年コーリャの将来が心配になる。
犯人をドミートリイとするイヴァンは、犯人をスメルジャコフと見るアレクセイと絶交してしまうが、イヴァンは不安になってスメルジャコフを問い質す。スメルジャコフは犯行を自白するが、殺人を許可したのはイヴァンだと言う。怒ったイヴァンは明日の裁判で真実を言えと言うが、その直後に自室に悪魔が現れ、我に返るとアレクセイがスメルジャコフの自殺を告げた。
注目の裁判。関係者が次々と証言していく中、裁判はドミートリイに有利に傾いていくかに見えだすが、最後にイヴァンが事件当日盗まれた金を示して、犯人はスメルジャコフであり、それをそそのかしたのは自分であると喚きだすと、カチェリーナが一転、父を殺すと書いたドミートリイの手紙を示して、ドミートリイが犯人だと喚きだす。法廷内を感動させた名弁護士の最終弁論も及ばず、ドミートリイは有罪、シベリア流刑懲役20年を言い渡される。

### エピローグ
判決が出た後の登場人物それぞれの様相。病床に臥したイヴァンは、自分にもしものことがあったらカチェリーナがドミートリイの脱獄を助けてほしいと言い残す。少年イリューシャの葬式で少年コーリャは尊敬するアレクセイに、ドミートリイのように何かのために犠牲になって生きたいと語る。

## 主要登場人物

### カラマーゾフ家
フョードル・パーヴロウィチ・カラマーゾフ
カラマーゾフ家の家長。強欲で好色な成り上がりの地主。前妻のアデライーダ・イワーノヴナ・ミウーソワとの間に長男のドミートリイをもうけたが、その後に駆け落ちされた。後妻はヴォロホフ将軍の未亡人に養育されていたソフィヤ・イワーノヴナであり、次男のイヴァンと三男のアレクセイをもうけた。しかし、子をろくに養育しようとしなかった挙句ソフィヤには先立たれ、今は独身である。直情的かつ暴力的なドミートリイを恐れているものの、本当に怖いのはイヴァンだと言う。グルーシェンカを巡ってドミートリイと争っている。
ドミートリイ・フョードロウィチ・カラマーゾフ（ミーチャ、ミーチカ）
フョードルの長男。28歳。フョードルと前妻の子。退役軍人。放埒で堕落した生活から抜けきれない、直情型の人物。しかし野生的な魅力があり女性に結構好意を寄せられてもいる。フョードルの企みによって、自分の全財産がどれほどなのか知らぬままありったけの金を使い込み、それによって婚約者のカチェリーナに借金をしてしまう。さらにグルーシェンカをめぐってフョードルと醜悪な争いを繰り広げ、それが最悪の結果を呼び起こす。
イヴァン・フョードロウィチ・カラマーゾフ（ワーニャ、ワーネチカ）
フョードルの次男。24歳。フョードルと後妻の子。幼い頃は、母の養育者の筆頭相続人で他の県の貴族会長を務めていたエフィム・ペトローウィチ・ポレノフに養育されていた。理科大を出たインテリで、合理主義・無神論を標榜しているが、自分を完全に信じ込むまでは至っていない。「神がいるのであれば、どうして虐待に苦しむ子供たちを神は救わないのか?」とアレクセイに言い放ち、純朴なアレクセイの中にも悪魔が宿っていることを確信する。カチェリーナを愛している。
アレクセイ・フョードロウィチ・カラマーゾフ（アリョーシャ、リューシェチカ）
フョードルの三男でこの物語の主人公（続編があるという前提で書かれた序文ではそう述べられているが、実際に書かれた当作だけではドミートリイを主人公とする意見もある）。フョードルと後妻の子。イヴァン同様、エフィム・ペトローウィチ・ポレノフに養育されていた。中学校を中退して修道院に身を預けた修道僧であり、純情で真面目な美青年。神の愛によって肉親を和解させようとする。ゾシマ長老の命で、彼の死後は還俗する。
スメルジャコフ（パーヴェル・フョードロウィチ）
カラマーゾフ家の使用人（コック）。「神がいなければ、全てが許される」というイヴァン独特の無神論に心酔している。てんかんの発作という持病を抱えている。幼い頃は猫を縛り首にする等の動物虐待をしていた。母は町の乞食女で神がかり行者と言われたイリヤー・リザヴェータ・スメルジャチシャヤで、彼女はスメルジャコフをカラマーゾフ家の風呂場で産んだ直後に死亡した。父親はフョードルだと町の人々は思っており、フョードル自身も積極的に否定しておらず、彼をカラマーゾフ家の使用人グリゴーリイとマルファ夫妻の手によって育てさせた。

### その他
カチェリーナ・イワーノヴナ・ヴェルホフツェヴァ（カーチャ、カチェーニカ）
ドミートリイの元上司（中佐）の令嬢。ドミートリイの婚約者。かつてドミートリイに助けられたことがある。長身で優れた容姿をもつとともに高慢で自尊心が非常に高い一方、体調不全に陥ることが多く、資産家であるホフラコワ夫人の庇護を受けている。イヴァンの求愛を受け、ホフラコワ夫人には、ドミートリイよりイヴァンを愛しているのだと指摘される。
アグラフェーナ・アレクサンドロヴナ・スヴェトロヴァ（グルーシェンカ）
妖艶な美貌を持つ奔放な女性。ドミートリイとフョードルのどちらともが夢中になっているが、どっちつかずの態度を崩さない。かつては清純な娘で、婚約者に捨てられた過去がある。商人の未亡人であるモロゾワの家を借りて住んでおり、その親戚であるサムソーノフの仕事を手伝っている。
リザヴェータ（リーザ、リーズ）
カチェリーナを保護しているホフラコワ夫人の娘。アリョーシャの女友達で相愛の仲。一見無邪気な性格。足が不自由で車椅子を常用している。
ゾシマ
アレクセイの修道院の長老。余命幾許もない。本名はジノーヴィ。幼い頃に8つ上の兄マルケルを病で亡くす。元中尉であり、軍人の頃にはアンフィナーシイという従卒がいた。現在はスヒマ僧（ロシア正教における高位の修道士）で聖人君子とされ、修道院には彼のご利益にあやかろうとする人でいつもあふれている。だが死後、彼の遺体によって一つの事件が起こる。長老アンブロシイ、およびザドンスクのティーホンがモデルとされる。
イリヤー・リザヴェータ・スメルジャチシャヤ
「神がかり」と言われ、町を麻の肌着を身に着け、裸足で歩き回る。身長140cm程。20歳くらい。両親を共に亡くし孤児になる。
スネギリョフ
元二等大尉で今は貧窮に苦しんでいる。ドミートリーに飲み屋であごひげを引っ張られ侮辱された。
イリューシャ（イリューシェチカ）
スネギリョフの子。中学生。スメルジャコフに動物虐待を教えられそのとおりやったことがあり、級友たちに仲間はずれにされるが、リーダー格のコーリャをナイフで刺したり、喧嘩をしたりと負けん気が強い。カラマーゾフ家の人間ということで、当初はアレクセイを憎む。
コーリャ・クラソートキン
イリューシャの級友。クラスのリーダー格で、頭が良いが冷酷な一面があり、イリューシャを皆で仲間はずれにした。早熟でアレクセイの前で背伸びをするが、イリューシャが死ぬと分かったときは涙を流した。
グリゴリイ・ワシーリエヴィッチ・クツーゾフ
夫婦で長くカラマーゾフ家に仕える忠実な使用人。スメルジャコフを養育した。
ミハイル・ラキーチン（ミーシャ）
アレクセイとともに修道院で学ぶ若い僧。グルーシェンカの親類。人に好かれるアレクセイに嫉妬しており、アレクセイをグルーシェンカのところへ連れて行き堕落させんとした。

## 続篇の構想
作者自身による前書きにもあるとおり、当初の構想では、この小説は、それぞれ独立したものとしても読める二部によって構成されるものであった。しかし、作者の死によって、第二部（第一部の13年後の物語）は書かれることなく中絶した。続編に関しては、創作ノートなどの資料がほとんど残っておらず、友人や知人に宛てた手紙に、物語のわずかな断片が記されているのみである。ドストエフスキー本人は、続編執筆への意欲を手紙に書き表していたが、その3日後に病に倒れた。残された知人宛への手紙では、「リーザとの愛に疲れたアリョーシャがテロリストとなり、テロ事件の嫌疑をかけられて、絞首台へのぼる」というようなあらすじが記されてあったらしいが、異説も出されている。この説を裏付ける要素として、ドストエフスキーが序文で、アリョーシャを本編から受ける印象とは全く異なる「奇人とも呼べる変わり者の活動家」と評していることが挙げられる。
この評は、1866年4月4日に起きた皇帝アレクサンドル2世暗殺未遂事件の犯人ドミトリイ・カラコーゾフに一致する。革命家ピョートル・クロポトキンは、拷問を受けた体で絞首台に上ろうとするカラコーゾフの凄惨な姿を、現場に居合わせた知人からの伝聞として回想録の中で強い印象をもって記している。カラコーゾフは、出版直後のニコライ・チェルヌイシェフスキーの長編小説「何をなすべきか」の影響を受けていた。この事件は「ヴ・ナロード運動」の先駆「土地と自由」に影響を与え、ピョートル・ラヴロフらの機関紙『前進　Вперёд』の宣伝で勢力を拡大し、1879年に組織化されて「人民の意志」が結成されると、ドストエフスキーが没した翌月の1881年3月13日にサンクトペテルブルクで、党員イグナツィ・フリニェヴィエツキにより、アレクサンドル2世は暗殺された。
一方で、亀山郁夫もその著書『「カラマーゾフの兄弟」続編を空想する』の中で、アレクセイにその将来を心配されたコーリャ少年が成人して思想家的テロリストとなり、皇帝暗殺を謀り、その嫌疑をアレクセイが受けるというものではないかと推測している。
いずれにせよ、実際に書かれることのなかった続編の内容を我々が知ることは不可能である。それでも、20世紀日本を代表する文芸評論家の小林秀雄もこの小説を「およそ続編というようなものがまったく考えられぬほど完璧な作品」と評している。

## 受容・評価
ルートヴィヒ・ウィトゲンシュタインも第一次世界大戦従軍時の数少ない私物の一つが本書であり「最低でも50回は精読した」と言っている。また、村上春樹は「これまでの人生で巡り合った最も重要な本の3冊」として、F・スコット・フィッツジェラルドの『グレート・ギャツビー』とレイモンド・チャンドラーの『ロング・グッドバイ』と並んで本書を挙げている。さらに、東京大学の教員を対象に行われたアンケートでは、全ての分野の本の中で『カラマーゾフの兄弟』が「新入生に読ませたい本」の1位に選ばれてもいる。
2006年から2007年にかけ、新訳（亀山郁夫訳）が古典文学としては異例のベストセラーになった。ただし、亀山のこれについてはその後、国際ドストエフスキー学会副会長・木下豊房から、余りに誤訳が多いなどの批判がなされた。
2008年、宝塚歌劇団雪組で舞台化された。

### 正教会からの評価
フョードル・ドストエフスキーの作品は、正教会側からも高く評価されるものであり、時には「正教の神髄の代弁」とまで評される。特に『カラマーゾフの兄弟』については、正教会における人間の救いについての基本的な考えが一応網羅されているとされる。
長老ゾシマのモデルが長老アンブロシイ、およびザドンスクのティーホンであるとされるほか、「神の像と肖」といった概念や、「永遠の記憶」といった永眠者のための祈りなどの文言が、作品にも盛り込まれている。

## 書籍

### 日本語訳
- 原卓也訳：新潮文庫 全3巻※（改版2004年1月）
  - 上巻 ISBN 4102010106, 中巻 ISBN 4102010114, 下巻 ISBN 4102010122
- 亀山郁夫訳：光文社古典新訳文庫 全5巻※ - 最終巻は別巻で、エピローグと伝記・作品解説　
  - 1巻 ISBN 4334751067, 2巻 ISBN 4334751172, 3巻 ISBN 4334751237, 4巻 ISBN 4334751326, 5巻 ISBN 4334751334
- 米川正夫訳：岩波文庫 全4巻※
  - 1巻 ISBN 4003261496, 2巻 ISBN 400326150X, 3巻 ISBN 4003261518, 4巻 ISBN 4003261526
- 江川 卓訳：中公文庫[8] 全4巻※（2025年6月-8月、下記の改訂新版）
  - 1巻 ISBN 4122076706, 2巻 ISBN 4122076714, 3巻 ISBN 4122076862, 4巻 ISBN 4122076951

※は電子書籍も刊（各・下記も）

#### 旧版訳書（品切・絶版）
- 米川正夫訳 （河出書房新社「全集 12・13巻」他、複数の版で刊行）
- 小沼文彦訳 （筑摩書房「全集 10・11巻」他、複数の版で刊行）、表記はカラマーゾフ兄弟
- 原卓也訳 （新潮社「全集 15・16巻」他、複数の版で刊行）
- 池田健太郎訳 （中央公論社「世界の文学 17・18巻」1966年／旧中公文庫 全5巻 1978年）、表記はカラマゾフの兄弟
- 江川卓訳 （集英社版「世界文学全集 45・46巻」他）
- 北垣信行訳 （講談社版「世界文学全集 19・20巻」、講談社文庫 全3巻ほか）
 表記はカラマーゾフ兄弟、グーテンベルク21（電子出版）※で再刊
- 中山省三郎訳 （戦前の三笠書房版「全集」訳者）
 角川文庫（全5巻、改版・全3巻、のち研秀出版 1975年）、千歳出版(電子出版)※で再刊
- 原久一郎訳 （原卓也の父、旧新潮文庫 全5巻）、表記はカラマアゾフの兄弟
- 米川和夫訳 （米川正夫の四男、集英社の旧版「デュエット版世界文学全集 28・29巻」）
- 杉里直人訳「詳註版カラマーゾフの兄弟」2巻組（水声社、2020年）

### 漫画作品
- バラエティアートワークス『カラマーゾフの兄弟』〈まんがで読破シリーズ〉イースト・プレス、2008年。ISBN 978-4872578898
- 岩下博美『カラマーゾフの兄弟』〈マンガで読む名作シリーズ〉日本文芸社、2010年。ISBN 978-4537126655
- 岩下博美『カラマーゾフの兄弟』〈まんが学術文庫〉講談社※、2018年。ISBN 978-4065111758 - 新版

### 関連書籍
- 江川卓 『謎とき「カラマーゾフの兄弟」』 新潮選書、1991年、ISBN 4106004011
- 亀山郁夫 『「カラマーゾフの兄弟」続編を空想する』 光文社新書※、2007年、ISBN 4334034209
  - 『ドストエフスキー 謎とちから』 文春新書、2007年、ISBN 4166606042　
  - 『ドストエフスキー 父殺しの文学』日本放送出版協会〈NHKブックス 上・下〉※、2004年、上 ISBN 4140910070、下 ISBN 4140910089
  - 『そうか、君はカラマーゾフを読んだのか』小学館※、2014年、ISBN 4093460868。ライトエッセイ
  - 『新カラマーゾフの兄弟』河出書房新社（上・下）※、2015年。小説作品
- 佐藤優『これならわかる「カラマーゾフの兄弟」』青春出版社〈青春新書〉※、2023年、ISBN 4413046757。
  - 『生き抜くためのドストエフスキー入門　「五大長編」集中講義』新潮文庫※、2021年
- 高野史緒『カラマーゾフの妹』 講談社、2012年。講談社文庫※、2014年、ISBN 4062778858

第58回江戸川乱歩賞受賞作品。ドストエフスキーの死により書かれなかった『カラマーゾフの兄弟』の続編、十三年後の物語を、イワンが捜査官となって「フョードル・カラマーゾフ殺人事件」の真犯人を追うミステリとして描く小説。　　
- 高野史緒『ミステリとしての『カラマーゾフの兄弟』―スメルジャコフは犯人か?』東洋書店〈ユーラシアブックレット〉、2013年、ISBN 4864591105

乱歩賞受賞作の根拠となった原典テクストの瑕疵と、それが瑕疵ではなく意味のある手がかりであることを示した小論文。事件当日のタイムテーブル完全版やスメルジャコフの現代犯罪学的考察。

## 映像化

### 映画
何度も映画化・テレビドラマ化されている。そのうち日本で劇場公開された記録や日本で放送される予定のテレビドラマ化のあるものを以下に記す。
カラマゾフの兄弟 (1921年の映画) - ドイツ映画（原題：Die Brüder Karamasoff）
監督：カール・フレーリッヒ
出演：エミール・ヤニングス（ドミートリイ）、ベルンハルト・ゲッケ（イヴァン）、ヘルマン・ティミッヒ（アレクセイ）、フリッツ・コルトナー（フョードル）
カラマゾフの兄弟 (1931年の映画) - ドイツ映画（原題：Der Mörder Dimitri Karamasoff）
監督：フョードル・オツェプ
出演：フリッツ・コルトナー（ドミートリイ）、ベルンハルト・ミネッティ（イヴァン）、マックス・ポール（フョードル）、アンナ・ステン（グルーシェンカ）
備考：アレクセイが登場しない。1921年版で父親を演じたフリッツ・コルトナーがドミートリイを演じている。
カラマゾフの兄弟 (1958年の映画) - アメリカ映画（原題：The Brothers Karamazov）
監督：リチャード・ブルックス
出演：ユル・ブリンナー（ドミートリイ）、リチャード・ベイスハート（イヴァン）、ウィリアム・シャトナー（アレクセイ）、リー・J・コッブ（フョードル）、マリア・シェル（グルーシェンカ）
カラマーゾフの兄弟 (1969年の映画) - ソ連映画（原題：Братья Карамазовы、Bratya Karamazovy）
監督：イワン・プイリエフ（共同監督：ミハイル・ウリヤーノフ、キリール・ラヴロフ ※プイリエフ監督が撮影中に急死したため）
出演：ミハイル・ウリヤーノフ（ドミートリイ）、キリール・ラヴロフ（イヴァン）、アンドレイ・ミヤフコフ（アリョーシャ）、マルク・プルードキン（フョードル）、リオネラ・プイリエワ（グルーシェンカ）
少年たち「カラマーゾフの兄弟」より (1990年の映画) - ソ連映画（原題：Мальчики、Malchiki）
監督：レニータ・グリゴリエワ、ユーリー・グリゴリエフ
出演：ドミトリー・チェルニゴフスキー（アリョーシャ）、サーシャ・スホフスキー（イリューシャ）、アリョーシャ・ドストエフスキー（コーリャ）
備考：神学生である三男アレクセイ（アリョーシャ）を主人公に、少年たちとの交流を描いた作品。

### テレビドラマ
カラマーゾフの兄弟 (テレビドラマ)
監督：都築淳一（共同監督：佐藤源太、村上正典）
出演：市原隼人、斎藤工、林遣都
放送期間：2013年1月 - 3月
制作局：フジテレビジョン
備考：舞台を現代の日本に置き換え、登場人物も全て日本人名に置き換えている。登場人物の設定が大幅に変更されており、三男アレクセイ（アリョーシャ）に当たる役が、原作の修道僧から医大生に変更されている他、原作に盛り込まれてあった宗教色や革命思想が変更・割愛されている。

## 舞台化
- 「カラマゾフの兄弟」（1967年2月）	劇団四季、於日生劇場[11]

演出：浅利慶太
- ミュージカル「カラマーゾフの兄弟」（2008年12月～2009年1月）宝塚歌劇団雪組公演

脚本・演出：齋藤吉正
- 劇団「地蔵中毒」第14回公演 無教訓意味なし演劇vol.14『母さんが夜なべをしてJavaScript組んでくれた』（原作・「カラマーゾフの兄弟」）（2021年7月21日〜7月25日）劇団「地蔵中毒」、於ザ・スズナリ[13]

作・演出：大谷皿屋敷
- 「NODA・MAP第27回公演『正三角関係』」(翻案)（2024年7月11日～10月10日）東京芸術劇場プレイハウス他

脚本・演出：野田秀樹